# Anaphaeis
Anaphaeis is een geslacht van vlinders van de familie witjes (Pieridae), uit de onderfamilie Pierinae.

## Soorten
- A. anomala (Butler, 1881)
- A. antsianaka Ward, 1870
- A. grandidieri Mabille, 1878
- A. mabella (Grose-Smith, 1891)
- A. occidentalius Butler